# Obrež (okręg rasiński)
Obrež (cyr. Обреж) – wieś w Serbii, w okręgu rasińskim, w gminie Varvarin. W 2011 roku liczyła 3062 mieszkańców.